# 大西洋时区

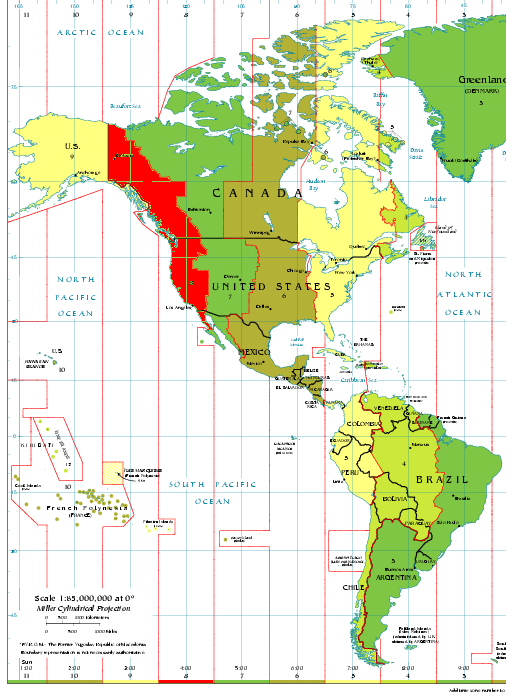
大西洋时区

大西洋时区（英語：Atlantic Time Zone）是一个主要位于美洲的时区，该时区采用的时间以西经60度线的平太阳时为准，被称为大西洋时间（Atlantic Time），比协调世界时（UTC）慢4个小时（UTC-4）。该时区的部分地区采用夏令时间，称为大西洋夏令时间（比协调世界时慢3个小时）。

## 北美地区

### 美国多个州的提案
美国本土并不使用大西洋时区，但其属地波多黎各和美属维尔京群岛使用该时区。马萨诸塞州的一个11人委员会于2017年称，假如美国东北部大部分州都采用大西洋时区，结果会利大于弊。2017年5月，缅因州参议院声明如果公投通过，且马萨诸塞州和新罕布什尔州也同样改变时区，则批准改变该州时区。同年，新罕布什尔州众议院批准了改为大西洋时区的议案，但该议案被该州参议院驳回。此外，康涅狄格州和罗德岛州也提出过类似的提案。
2018年，佛罗里达州通过了《日光保护法案》，令该州全年使用夏令时间。由于该州拥有两个时区，实际情况是佛州大部分从美国东部时间（UTC-5）变换到东部夏令时间（UTC-4），而狭长地带和阿巴拉契科拉河以西部分是从美国中部时间（UTC-6）变为中部夏令时间（UTC-5，与东部时间相同）。但是，此法案须经美国国会批准方可生效。

### 加拿大的使用情况
加拿大的新不伦瑞克省、新斯科舍省和爱德华王子岛省，魁北克省北岸东部及马德兰岛都使用UTC-4的大西洋时间。纽芬兰和拉布拉多省规定使用UTC-03:30的纽芬兰时区，但实际上拉布拉多的一部分仍使用大西洋时区，夏季采用大西洋夏令时间。

## 使用大西洋时区的国家和地区
以下国家和领地的排序按照英文字母顺序。

| - 安提瓜和巴布达 - 巴巴多斯 - 巴西 - 亚马孙州（西南部除外）、朗多尼亚州、罗赖马州 - 南马托格罗索州 - 玻利维亚 - 加拿大 - 新斯科舍省 - 新不伦瑞克省 - 爱德华王子岛 - 拉布拉多大部地区 - 魁北克省北岸部分地区 - 智利（麦哲伦-智利南极大区、智利南极领地除外） - 多米尼克国 - 多米尼加共和国 | - 法国海外集体 - 瓜德罗普 - 马提尼克 - 圣巴泰勒米 - 法属圣马丁 - 格陵兰 - 图勒空军基地 - 格林纳达 - 圭亚那 - 荷兰加勒比区 - 阿鲁巴 - 博奈尔 - 库拉索 - 萨巴 - 圣尤斯特歇斯 - 荷属圣马丁 | - 巴拉圭 - 圣基茨和尼维斯 - 圣卢西亚 - 圣文森特和格林纳丁斯 - 特立尼达和多巴哥 - 部分英国海外领地： - 安圭拉 - 百慕大 - 英属维尔京群岛 - 蒙特塞拉特 - 部分美国属地 - 波多黎各 - 美属维尔京群岛 - 委内瑞拉 |